# بوهدان میتسیک
بوهدان میتسیک (اوکراینی: Богдан Олегович Мицик؛ زادهٔ ۸ مارس ۱۹۹۸) بازیکن فوتبال اهل اوکراین است.
از باشگاه‌هایی که در آن بازی کرده‌است می‌توان به باشگاه فوتبال آتلانتاس اشاره کرد.